# میرعمر
میرعمر، روستایی است از توابع صفر نوار مرز ترکیه است بخش قطور و در شهرستان خوی استان آذربایجان غربی ایران.

## جمعیت
این روستا در شهر قطور  قرار داشته و بر اساس سرشماری سال ۱۴۰۱  جمعیت آن ۱۵۳۷ نفر بوده‌است.